# New Super Mario Bros. 2
New Super Mario Bros. 2 – komputerowa gra platformowa stworzona przez japońską firmę Nintendo. Została udostępniona 28 lipca 2012 roku.

## Rozgrywka
Większość mechanik zawartych w grze przypomina te z klasycznej wersji Super Mario Bros. Gracz steruje postacią Mario poruszającą się po dwuwymiarowych poziomach. Postać musi skakać nad przepaściami, unikać potworów i przejść każdy poziom w wyznaczonym czasie. W trybie „Coin Rush” trzeba zebrać jak największą liczbę monet. Modele postaci i obiektów zostały wykonane w technologii 3D wykorzystywanej przez Nintendo 3DS.

## Odbiór gry
Tom Sykes określił grę jako podobną do poprzednich odsłon. Jego zdaniem gracze oczekują od tej serii czegoś więcej niż dobrej platformówki. Jednocześnie uznał grę za dobrą, przy której można spędzić dużo czasu. 
Według stanu na 31 marca 2021 sprzedano 13,38 milionów kopii gry.